# Marcel Lang
Pour les articles homonymes, voir Lang.
Marcel Lang, né le 13 juin 1956 à Bâle et mort le 27 juin 2009 à Bâle, était un hazzan (cantor) et un chanteur ténor suisse.

## Biographie
Marcel Lang a grandi à Bâle dans une famille juive ashkénaze cultivant la tradition du hazzanut (art cantorial). Après une formation initiale dans le commerce, il a étudié le chant auprès de Kurt Widmer et de Hans Riediker à l’Académie de musique et au Studio de l’opéra de Bâle. Une fois diplômé en chant, il a poursuivi ses études à l’Institut de psychologie appliquée de Zurich. Devenu psychologue diplômé, Marcel Lang a alors travaillé dans le conseil auprès d’entreprises et de clients variés. Il a de plus été conseiller psychologue au sein de l’Académie de musique de Bâle et enseignant de psychopédagogie à l’École supérieure de musique de Bâle.
À partir de la fin des années 1970, Marcel Lang a exercé l’activité de cantor au sein de la communauté israélite de Zurich (Israelitische Cultusgemeinde Zürich - ICZ), ainsi que dans diverses petites synagogues. Puis, de 1982 à 1991, il a été Premier cantor de la communauté israélite de Bâle (Israelitische Gemeinde Basel - IGB). Après 1991, il a travaillé comme cantor invité permanent au sein de la communauté israélite de Düsseldorf (Jüdische Gemeinde Düsseldorf), jusqu’à son retour dans la communauté israélite de Zurich, en 2004. Parallèlement à ses activités de cantor, Marcel Lang a consacré beaucoup de temps à donner des concerts et à enseigner. Il a interprété en solo de la musique synagogale et des chants yiddish, mais aussi des œuvres classiques, des opéras et des oratorios. Ses concerts l’ont mené aux quatre coins de l’Europe, de même qu’en Amérique du Nord, en Australie et en Israël. Il a produit plusieurs albums de chant yiddish et de musique synagogale, sur lesquels il est accompagné d’un chœur, d’un piano, d’un orchestre de chambre ou d’un groupe klezmer. Pendant 30 ans, ses activités d’enseignant l’ont conduit à préparer des jeunes garçons à la Bar Mitsva. Fin connaisseur du chant juif, du hazzanut et de la liturgie, il a proposé à différents groupes et individus ses services en tant qu’enseignant et conseiller. Il a notamment été chargé de cours à l’École supérieure d’études juives de Heidelberg. Et à partir de 1999, il a initié les membres de l’association bâloise pluraliste Ofek à l’art du hazzan. Il a également donné quantité de conférences consacrées au répertoire yiddish et au chant dans la culture ashkénaze.
Grâce à sa connaissance de la culture juive orthodoxe mais aussi des tendances plus libérales, et à sa passion pour ces questions, Marcel Lang a su s’adapter toute sa vie durant aux divers courants juifs.  Il l’a prouvé lors de ses activités de cantor au sein des communautés israélites de Zurich et de Bâle, dont les membres sont extrêmement variés, ou bien au sein de la communauté juive de Düsseldorf, dont beaucoup de membres proviennent des États de l’ancienne Union soviétique, où ils n’ont pas reçu d’éducation juive.  Marcel Lang s’est aussi engagé en faveur d’un dialogue interconfessionnel. Dans le cadre de la préparation de la confirmation, il a initié de nombreux jeunes aux fondements du judaïsme. Il a de plus présenté les pratiques religieuses juives lors d’interventions à la synagogue de Bâle et de conférences données dans l’ensemble de la Suisse alémanique.

## Discographie
- Ki wi jirbu jamecha - Chants synagogaux (avec chœur)
- Kol demamah dakah (duos, musique synagogale et hassidique)
- Majn Schtejtele Bels (chants du shabbat et chansons yiddish)
- Lieder jüdischer Avantgardisten der zwanziger Jahre (chansons juives de l’avant-garde des années 1920)
- Lechajim (avec le groupe de musique klezmer Bait Jaffe)
- Sing! – Gedenkst? (avec le groupe de musique klezmer Bait Jaffe)
- Sch'ma Kolenu (chants synagogaux avec le chœur de la synagogue de Zurich)
- Semirot Michal (chansons de table pour le shabbat).